# Grotte de Montespan
La grotte de Montespan est une cavité souterraine française, également appelée Souterrain de Houantaou, grotte classée au titre des monuments historiques depuis 1924. Située sur les communes de Montespan et Ganties dans la Haute-Garonne, région Occitanie, elle est célèbre pour ses scènes d'art pariétal ainsi que par la présence de statues d'animaux en argile datant du Paléolithique supérieur.

## Historique
Le 21 août 1922, Norbert Casteret franchit en apnée deux siphons et en 1923, il y découvre des reliefs en argile façonnés par l'homme, représentant des chevaux ainsi qu'une statue d'argile représentant un ours acéphale, avec un vrai crâne d'ours à ses pieds.
Ces représentations d'argile sont datées du Paléolithique supérieur et comptent parmi les plus anciennes du monde. Recoupées avec d'autres découvertes archéologiques, elles sont à l'origine de la théorie du culte de l'ours développée par certains préhistoriens dès les années 1920.

## Toponymie
Le nom de Montespan provient de la commune de Montespan.
Toutefois cette appellation est récente, le nom donné par les villageois étant le souterrain de La Hountaou ou Hount du Hountaou en gascon. Les termes "Hount" et "Hountaou" sont la retranscription phonétique des mots gascons Hont et Hontau, qui, l'un comme l'autre veulent dire "fontaine". Ladite "fontaine" pouvant être une construction ou bien comme ici, une source ou une résurgence...

## Géologie
La grotte fait partie d'un réseau souterrain. Elle est creusée dans le calcaire urgonien.

## Conservation
Fortement dégradée depuis sa découverte, la grotte de Montespan est fermée et interdite d'accès. Les multiples visites ont en effet fait disparaître certains reliefs dont il ne reste pour certains que les témoignages des premiers découvreurs.